# 688 Melanie
688 Melanie este un asteroid din centura principală, descoperit pe 25 august 1909, de Johann Palisa.